# مونت برولي
مونت برولي (بالإنجليزية: Mont Brulé)‏ هو أحد جبال سلسلة جبال الألب بينيني ويقع في كانتون فاليز في سويسرا. يحتل المرتبة رقم 59 في قائمة جبال سويسرا من حيث الارتفاع، إذ يبلغ ارتفاعه حوالي 3578 متر، بينما يبلغ ارتفاع نتوء الجبل 365 متر، هذا وقد سجل أول وصول لقمة الجبل عام 1876.